# Левицький Іван Федорович
Левицький Іван Федорович (6 (18) січня 1896, Народичі, Житомирська область — 1952(1953), Харків)  — археолог.

## Біографія

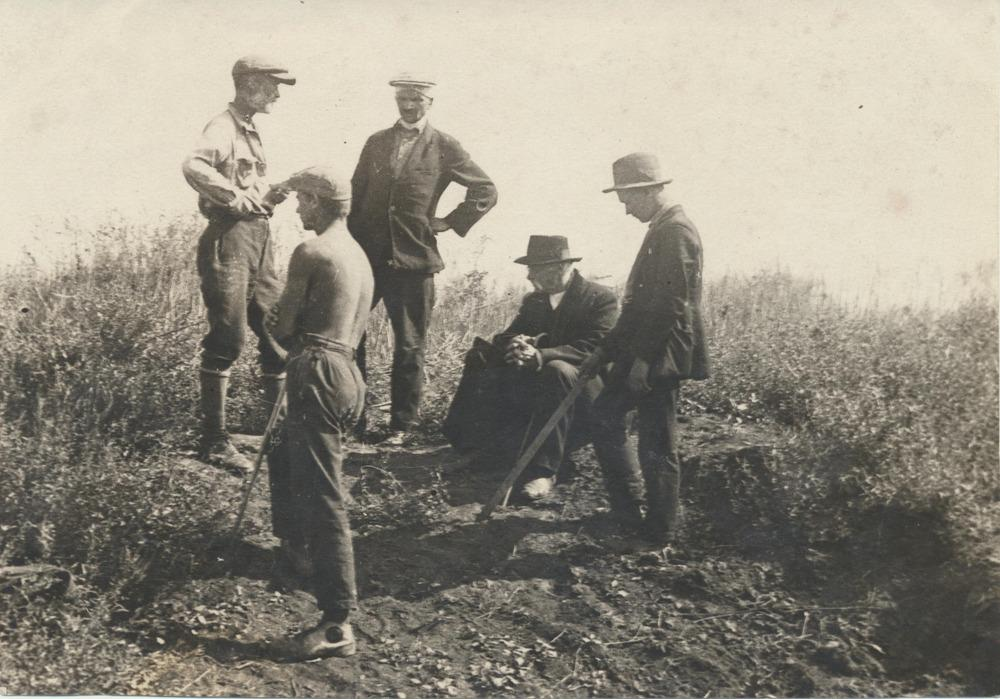
Іван Федорович Левицький (стоїть по центру) під час археологічних розкопок в районі будівництва Дніпрогесу

Народився у родині священика. Навчався у Волинській духовній семінарії у Житомирі, пізніше у Харківському ветеринарному інституті. У 1917 р. розпочав військову службу в Російській армії на Південно-Західному фронті. Учасник Першої світової війни та визвольних змагань з 1917 по 1919 рр. у складі армії Української Народної Республіки, служив фельдшером і молодшим лікарем.

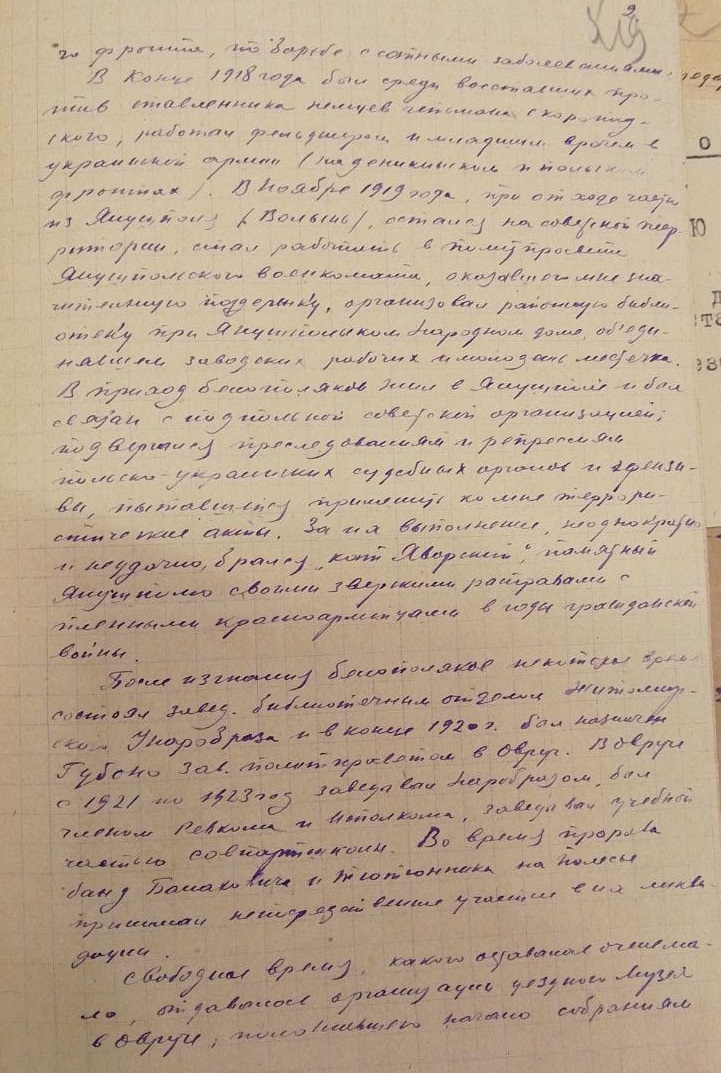
Сторінка з автобіографія Івана Федоровича Левицького, де він згадує факт служби в армії УНР

Перші археологічні розвідки здійснив у 1921 р. на території Східного Полісся. З 1924 по 1931 рр. працював у Волинському науково-дослідному музеї в Житомирі, проводив систематичні археологічні розкопки на Житомирщині. Найбільші з них: розкопки неолітичної стоянки в урочищі Піщане біля м. Народичі та поселення пізньотрипільського часу на торф'янику Моства у с. Липляни Житомирської обл.
У 1931 р. Іван Федорович Левицький переїхав до Харкова, де став працювати головним інспектором з охорони пам'яток природи і культури Народного комісаріату освіти УРСР. З 1931 по 1932 рр. проводив рятівні археологічні розкопки, пов'язані з будівництвом Дніпрогесу. Палеолітична група археологів, яку очолив Іван Левицький виявила і дослідила численні пізньопалеолітичні археологічні пам'ятки. Найцікавіша з них — багатошарова стоянка в Осокорівській балці біля с. Петрово-Свистуново.
З 1932 по 1952 рр. І. Ф. Левицький працював у Харківському історичному музеї, проводив археологічні дослідження на території Харківщини. Серед них: дослідження поселень пізньої бронзи і скіфського часу в Саржиному Яру в Харкові, біля с. Безлюдівка і м. Мерефа Харківського району, палеолітичної стоянки біля м. Богодухова.
У 1951—1952 — начальник Донецької археологічної експедиції Інституту археології АН УРСР.
Одне з головних досягнень Івана Левицького в археологічній науці — розкопки стоянки Мар'янівка на р. Сейм, на матеріалах якої виділено Мар'янівську археологічну культуру.

## Родина
- син Левицький Роман Іванович — сержант Робітничо-селянської Червоної Армії, учасник німецько-радянської війни. Посмертно отримав звання Героя Радянського Союзу (1944).

## Основні праці
- З приводу знахідки у с. Колодяжному // Бюлетень Кабінету антропології та етнології. К., 1925. № 1. С. 35—39;
- Довгинецька палеолітична стація (Житомирської обл.) // Антропологія. 1930. Т. 3. С. 153—160;
- Следы палеолитической стоянки близ г. Богодухова (Харьков. обл.) // Бюл. Комиссии по изучению Четвертин. периода. 1940. № 6/7;
- Розкопки палеолітичної стоянки на балці Осокоровій в 1946 р. // Археологічні пам'ятки УРСР. К., 1949. Т. 2. С. 289—291;
- Про вік стоянки, відкритої в В. В. Хвойком в Іскорості// Археологія. 1950. Вип. 4. С. 156—162.